# Chapelle du Crucifix de Caunes-Minervois
Pour les articles homonymes, voir Chapelle du Crucifix.
La chapelle du Crucifix de Caunes-Minervois est une chapelle située à Caunes-Minervois dans le département français de l'Aude en région Occitanie.

## Historique
L'édifice est inscrit au titre des monuments historiques en 1926.